# Trévé
Trévé [tʁeve] est une commune française située dans le département des Côtes-d'Armor, en région Bretagne.

## Géographie

### Localisation
La commune est située dans le sud du département des Côtes-d'Armor. Le bourg de Trévé est à 5 km au nord-ouest de la ville de Loudéac. Trévé appartient au pays Gallo mais est à la limite avec la Basse-Bretagne.

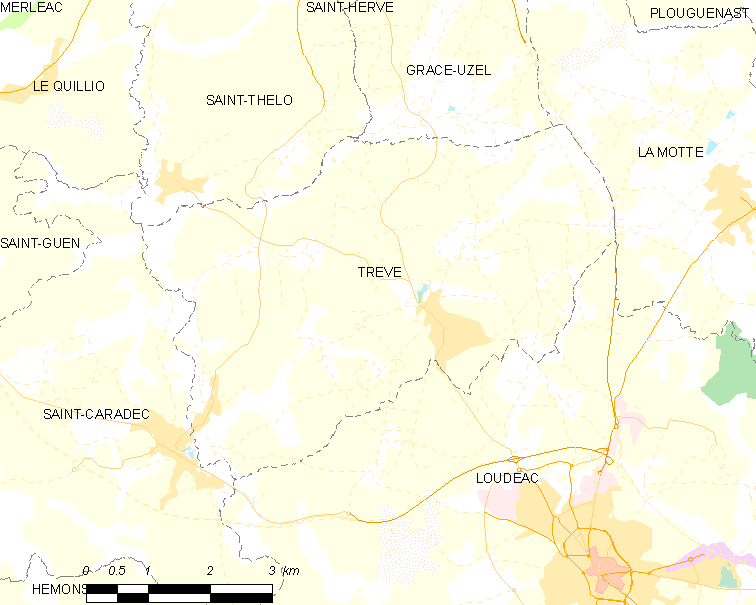
Carte de la commune de Trévé et des communes avoisinantes.

| Saint-Thélo   | Grâce-Uzel |          |
| Saint-Caradec | Trévé      | La Motte |
|               | Loudéac    |          |

### Topographie
Trévé est située au cœur du plateau de Rohan (appellation discutable car la topographie est marquée par des collines désordonnées où ne se discerne aucune direction nette, et non par une surface plane), topographie en pente vers le sud. Ce plateau de Rohan qui s'étend de la baie de Douarnenez à la Sarthe est « un massif plutôt anticlinal, formé par des rides parallèles orientées à 70°, obliques par conséquent aux systèmes précédents et ondulant la masse si uniforme par les caractères lithologiques des phyllades de Saint-Lô, altérés, argileux, imperméables ».
Le point culminant est à 256 mètres, à la limite nord-est de la commune avec les communes de Grâce-Uzel et La Motte ; le hameau de Foeil-Marreuc est à 238 mètres ; au sud-est du bourg une butte boisée (dite "signal de Quénéa") atteint 217 mètres au sud du hameau de Quénéa et domine la partie sud de la commune, moins élevée que la partie nord ; le bourg est vers 160 mètres d'altitude ; le point le plus bas est à la limite sud-ouest de la commune, dans la vallée de l'Oust, à 87 mètres d'altitude.
| - Carte topographique de la commune de Trévé. |

### Hydrographie
Pour un article plus général, voir Réseau hydrographique des Côtes-d'Armor.
La commune est située dans le bassin Loire-Bretagne. Elle est drainée par l'Oust et un autre petit cours d'eau,.
L'Oust, d'une longueur de 145 km, prend sa source dans la commune de La Harmoye et se jette  dans la Vilaine à Rieux, après avoir traversé 46 communes. 

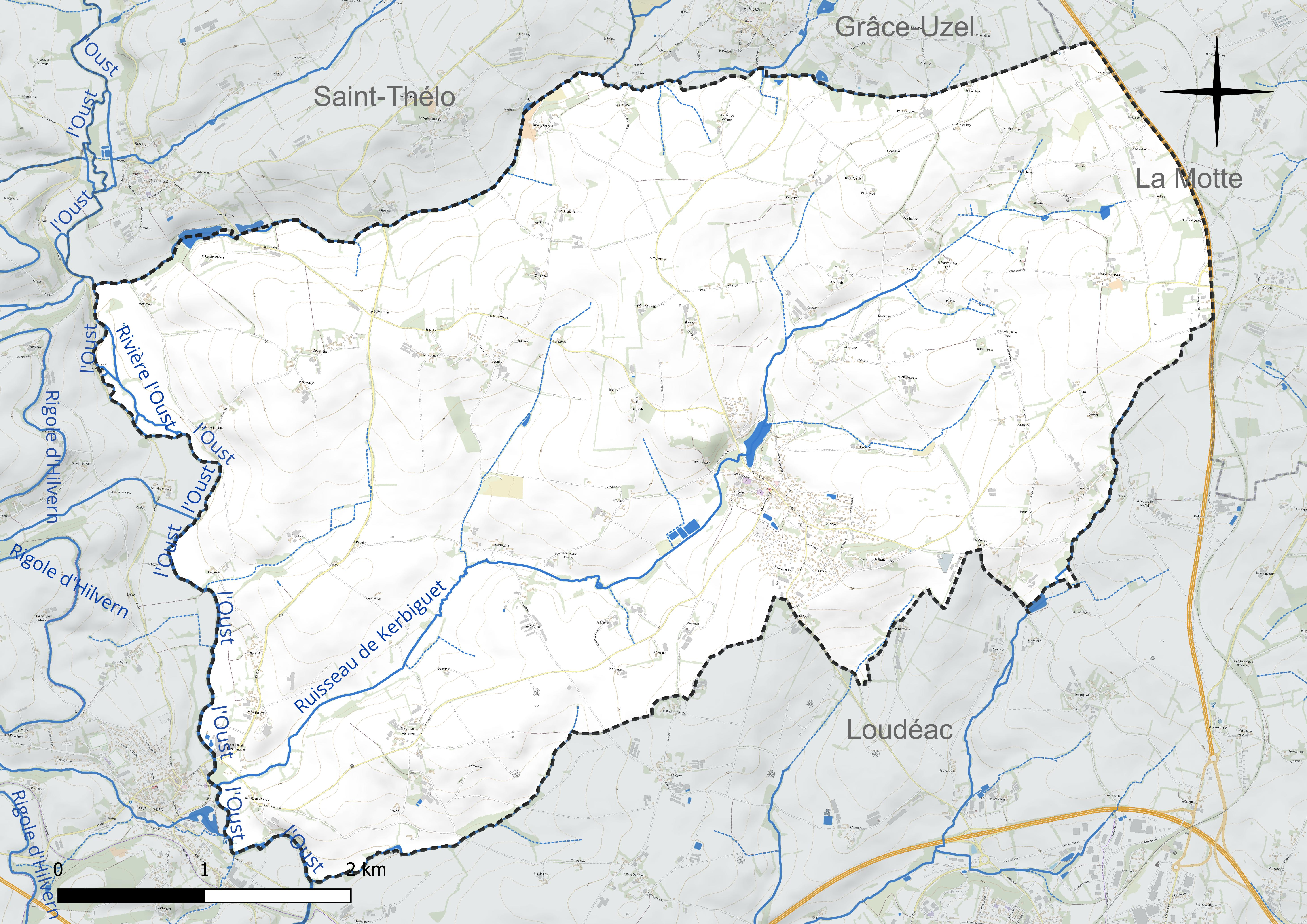
Réseau hydrographique de Trévé.

### Climat
Pour des articles plus généraux, voir Climat de la Bretagne et Climat des Côtes-d'Armor.
En 2010, le climat de la commune est de type climat océanique franc, selon une étude du CNRS s'appuyant sur une série de données couvrant la période 1971-2000. En 2020, Météo-France publie une typologie des climats de la France métropolitaine dans laquelle la commune est exposée à un climat océanique et est dans la région climatique  Finistère nord, caractérisée par une pluviométrie élevée, des températures douces en hiver (6 °C), fraîches en été et des vents forts. Parallèlement l'observatoire de l'environnement en Bretagne publie en 2020 un zonage climatique de la région Bretagne, s'appuyant sur des données de Météo-France de 2009. La commune est, selon ce zonage, dans la zone « Intérieur », exposée à un climat médian, à dominante océanique.  
Pour la période 1971-2000, la température annuelle moyenne est de 11 °C, avec une amplitude thermique annuelle de 11,7 °C. Le cumul annuel moyen de précipitations est de 922 mm, avec 14,2 jours de précipitations en janvier et 6,9 jours en juillet. Pour la période 1991-2020, la température moyenne annuelle observée sur la station météorologique la plus proche, située sur la commune de Loudéac à 5 km à vol d'oiseau, est de 11,5 °C et le cumul annuel moyen de précipitations est de 922,6 mm,. Pour l'avenir, les paramètres climatiques de la commune estimés pour 2050 selon différents scénarios d'émission de gaz à effet de serre sont consultables sur un site dédié publié par Météo-France en novembre 2022.

### Cadre géologique

Carte géologique du Massif armoricain.

La région de Trévé est située dans le domaine centre armoricain, unité géologique du Massif armoricain qui est le résultat de trois chaînes de montagnes successives. Le site géologique de Trévé se situe plus précisément à l'ouest du massif granitique de Plémet-Ménéac, et à l'est du Pluton de Pontivy qui est un témoin de la tectonique tangentielle hercynienne, avec le cisaillement sud-armoricain (grand décrochement dont le rejet horizontal atteindrait 500 km).
Trévé est située dans un vaste bassin sédimentaire au relief peu marqué et aux sols riches. Dans ce bassin briovérien, les sédiments issus de l'érosion du segment occidental la chaîne cadomienne se sont accumulés sur plus de 15 000 m d'épaisseur. Les roches rencontrées dans cette cuvette sont des schistes, des siltites et des grès recoupées par des roches intrusives sous forme de filons de quartz qui empruntent deux grandes directions (population où les épontes sont parallèles à la schistosité du Briovérien, généralement de N80 à N120 et  population sécante sur la schistosité, semblant liée à un grand accident orienté N50 à N80). Le territoire trévéen correspond à l'un des plus vastes affleurements de schiste briovérien (anciennes carrières, bords de route, rivières escarpées) qui, comparés à ceux du bassin de Rennes, se caractérisent par une roche plus dure et moins décomposée, laquelle assure depuis longtemps un habitat rural traditionnel où prédomine les maisons de pierre sur celles de terre.. Ainsi, la carrière de Brocheboeuf, aujourd'hui réhabilitée en zone de loisir et de détente, permet d'examiner « un très beau front de taille de 40 m de long sur 15 m de haut montrant des siltites à débit grossier présentant une schistosité S1 d'orientation N130, à pendage assez fort vers le Nord. Une observation plus détaillée de l'affleurement laisse apparaître aussi une série de plans de faille N70, avec des cristallisations de quartz qui montrent un mouvement décrochant senestre ».

### Transports
Proche de Loudéac, Trévé est toutefois à l'écart des principaux axes de communication : la RN 164, aménagée en voie express, principal axe routier est-ouest de la Bretagne centrale passe un peu plus au sud (la commune est toutefois desservie par l'échangeur de Launay-Grésillon) et la RD 700 (axe routier nord-sud de Loudéac à Saint-Brieuc), aussi aménagée en grande partie en voie express) longe un temps la limite est de la commune. Trévé n'est desservi que par des routes secondaires, la principale étant la RD 41 venant de Loudéac et allant vers Grâce-Uzel.
La Ligne ferroviaire de Saint-Brieuc à Pontivy passe également un peu à l'est du territoire communal, la gare de Loudéac étant la plus proche de la commune ; mais cette ligne ferroviaire a cessé tout trafic depuis 2017.

### Paysages et habitat
Trévé présentait avant le remembrement effectué en 1969 un paysage agraire traditionnel de bocage et conservé un habitat dispersé en écarts formés de hameaux (appelés localement "villages") et fermes isolées. Le bourg est situé approximativement au centre du finage communal. La proximité avec Loudéac explique que la commune a connu la construction de nombreux lotissements (périurbanisation) côté sud-est du bourg depuis la Seconde Guerre mondiale ; mais Trévé a su préserver par ailleurs son caractère rural, échappant à la rurbanisation.
Trévé appartient à une unité paysagère appelée plateau de Pontivy-Loudéac qui montre des étendues cultivées (cultures céréalières et fourragères) associées à peu de bocage, à l'état résiduel, avec une végétation s'exprimant le plus souvent sous forme de forêts, boisements ou bosquets. La « plaine » de Pontivy est en effet constituée de paysages monotones qui portent, selon le géographe Pierre-Yves Le Rhun, la marque d'une spéculation prédominante qui a éliminé la polyculture vivrière et l'élevage au profit d'une « étendue céréalière qui rappelle maintenant la Beauce, à moins que ce ne soit le Middle-West ».
L'étang de Trévé, dit aussi "étang de Pont du Bien", situé au nord-ouest du bourg, a été réhabilité en 2023, après une mise en demeure de la Dréal (Direction régionale de l’environnement, de l’aménagement et du logement) en raison d'une fuite dans le moine de vidange en 2020 qui en avait fait baisser brusquement le niveau. Le site est désormais praticable et ouvert à tous, y compris aux poussettes et aux personnes à mobilité réduite grâce au chemin piétonnier réalisé par la commune ; c'est aussi un site de pêche.

## Urbanisme

### Typologie
Au 1er janvier 2024, Trévé est catégorisée bourg rural, selon la nouvelle grille communale de densité à 7 niveaux définie par l'Insee en 2022.
Elle est située hors unité urbaine. Par ailleurs la commune fait partie de l'aire d'attraction de Loudéac, dont elle est une commune de la couronne,. Cette aire, qui regroupe 22 communes, est catégorisée dans les aires de moins de 50 000 habitants,.

### Occupation des sols
L'occupation des sols de la commune, telle qu'elle ressort de la base de données européenne d’occupation biophysique des sols Corine Land Cover (CLC), est marquée par l'importance des territoires agricoles (95,4 % en 2018), en diminution par rapport à 1990 (97,4 %). La répartition détaillée en 2018 est la suivante : 
terres arables (74,2 %), prairies (12,9 %), zones agricoles hétérogènes (8,3 %), zones urbanisées (4,6 %). L'évolution de l’occupation des sols de la commune et de ses infrastructures peut être observée sur les différentes représentations cartographiques du territoire : la carte de Cassini (XVIIIe siècle), la carte d'état-major (1820-1866) et les cartes ou photos aériennes de l'IGN pour la période actuelle (1950 à aujourd'hui).

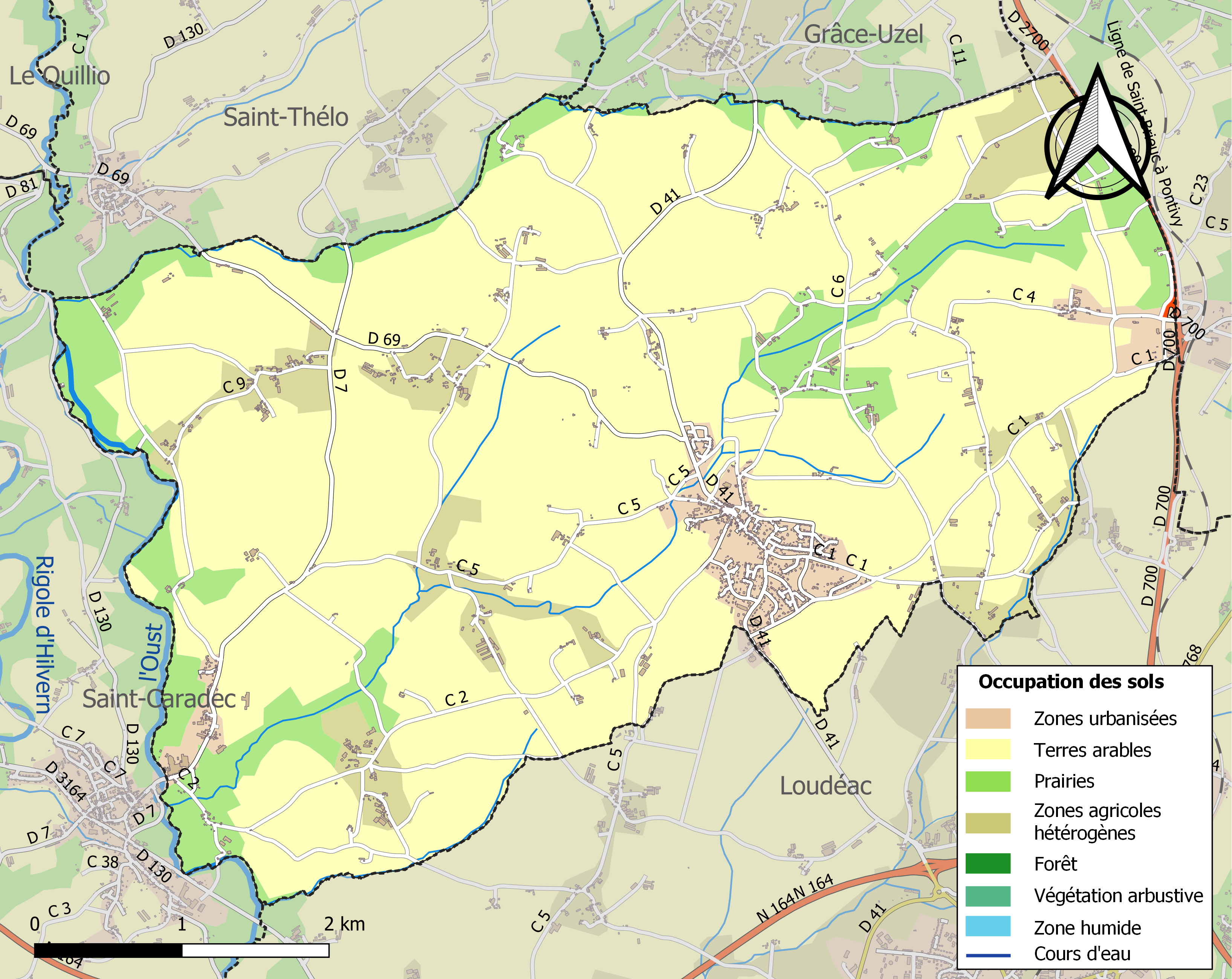
Carte des infrastructures et de l'occupation des sols de la commune en 2018 (CLC).

## Toponymie
Le nom de la localité est attesté sous les formes Treve en 1149 (dans la charte de fondation de l'abbaye de Lanthenac ), Parochia de Treve en 1271, Parochia de Treves en 1274, Ecclesia de Treve Parochia vers 1330, Treve en la vicomté de Rohan en 1426, Treve en 1427, 1480, 1514 et en 1569, Trevé et Tresvé en 1684, Trêvé en 1719, Trévé à la fin du XVIIIe siècle.
Son nom vient du breton trev qui signifie village.
Les noms des hameaux sont pour certaines d'origine bretonne (ceux commençant par ker, situés généralement dans les vallées, lesquelles auraient été défrichées en premier, les noms commençant par ville étant plus tardifs, des mots latins d'origine gallo-romaine).
Les habitants de Trévé étaient traditionnellement surnommés "les sorciers". Pour cette raison le club des aînés ruraux, ainsi que la société de chasse, se nomment "La Sorcière" et l'accueil périscolaire et de loisirs "Maison des Lutins".

## Histoire

### Préhistoire
En 1871, une hache de combat en cuivre est découverte au château de Bonamour. Elle a été fabriquée vers 2000 à 2200 av. J.-C. dans le sud-ouest de l'Allemagne.
Entre 1980 et 1993, neuf haches à douille datées de l'Âge de bronze ont été trouvées près de la Ville-au-Moulin.

### Antiquité
La voie romaine allant de Condate (Rennes) à Vorgium (Carhaix) traversait l'actuelle commune de Trévé en passant par Dugouët, le Pignon Rouge et la Ville-aux-Fèves.
En 2012, un habitant de la commune découvre 8 monnaies romaines à proximité de la Ville-au-Moulin à l'aide d'un détecteur de métaux. Il s'ensuit une intervention archéologique en juillet 2012 puis en 2013 et en 2014. Ces dernières mettent au jour un dépôt monétaire de près de 1495 monnaies  (7 deniers et 1488 antoniniens).

### Moyen Âge
Trévé serait issu du démembrement de la paroisse de l'Armorique primitive de Cadelac (un lieu-dit de Loudéac de nos jours).
En 1149, Eudon II de Porhoët cite pour la première fois Trévé dans la charte de fondation de l'abbaye de Lanthenac.

### Époque moderne
L'activité de tissage, blanchissage et de commerce des toiles de lin, notamment les "Bretagnes", était très importante dans toute la région, y compris à Trévé : par exemple en 1669 toutes les mariées de l'année sont filandières et la plupart des époux "tixiers" ou marchands de toiles ; en 1775 Trévé compte environ 250 tisserands installés pour la plupart dans le bourg ou dans la vallée de l'Oust, vendant leur production jusqu'en Amérique latine ; ils habitent de grandes maisons à étage construites en schiste avec des ouvertures à entourage en granit comme celles de la Ville Boscher, de Kergouët, de Garenton, de Kergohy, de Kerbiguet, etc.

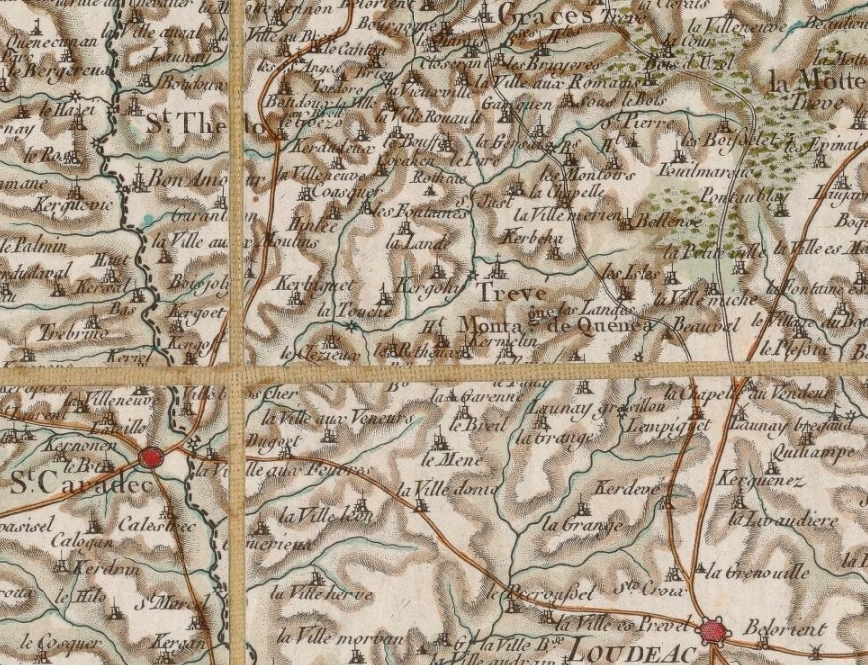
Carte de Cassini de la paroisse de Trévé et de ses environs (1787).

Sébastien Moizan (1705-1779), avocat au Parlement de Bretagne, fait construire, en 1761, le Manoir de la Ville-Aux-Veneurs. Son fils, Pierre-Anne Moizan (1740-1817), marchand de toiles, né et mort à Trévé, propriétaire du manoir de la Ville-aux-Veneurs, était en contact avec des marchands malouins, nantais, morlaisiens, mais aussi de Cadix. Les plus belles maisons de Trévé, ainsi que l'église et les manoirs, datent du XVIIIe siècle, époque de prospérité toilière.
Jean-Baptiste Ogée décrit ainsi Trévé en 1778 :

« Trévé : dans un fond ; à 7 lieues ⅓ au sud-est de Saint-Brieuc, son évêché ; à 17 lieues ¾ de Rennes, et à 4 lieues de Quintin, sa subdélégation. Cette paroisse ressortit à Ploërmel et compte 2400 communiants ; la cure est à l'alternative. Le territoire est varié de coteaux, de collines et de vallons, et couvert d'arbres fruitiers et autres ; on y voit des terres en labeur, des prairies, des bois et des landes. »

### LeXIXesiècle
A. Marteville et P. Varin, continuateurs d'Ogée, décrivent ainsi Trévé en 1853 :

« Trévé (sous l'invocation de saint Just : commune formée de l'ancienne paroisse de ce nom ; aujourd'hui succursale ; chef-lieu de perception. (...) Principaux villages : le Bois-d'Uzel, le Cran, Feil-Mareuc, Laville-Mérien, les Isles, les Landés, la Vieux-Ville, la Ville-Ès-Romain, Cainguen, la Jarsais, Saint-Just, Kerbéha, Kergohy, la Touche, Kerbiquet, Hinlé, Cosquer, Cocuhan, la Ville-Rouault, Bon-Amour, Garanton, la Ville-au-Moulin, le Bois-Joli, Kergouët, Kergoff, la Ville-Boscher, la Ville-au-Feuve, la Ville-au-Veneur. Superficie totale 2663 hectares, dont (...) terres labourables 1782 ha, prés et pâturages 370 ha, bois 13 ha, vergers et jardins 50 ha, landes et incultes 200 ha (...). Moulins : 7 (à eau, de la Touche, du Bourg, du Moutoir, de Bon-Amour, Briend, de Saint-Caradec). L'église date de 1724. Jadis il y avait quatre chapelles : Saint-Pierre, Saint-Just, Sainte-Anne, Saint-Eutrope ; la première seule est encore debout et desservie. Les anciens fiefs étaient là Touche et Bon-Amour, qui relevaient du duché de Rohan. Le dernier est depuis longtemps inhabitable et en ruines ; le premier est habité par des fermiers. Les habitants fabriquent des toiles de lin qui sont vendues dans les environs, et qu'ils blanchissent avec intelligence. Point de vue remarquable à la montagne de Quencha. Géologie : schiste talqueux exploité comme pierre à bâtir ; quelques minerais de fer. On parle le français et le breton. »

Selon Joachim Gaultier du Mottay , Trévé possédait en 1862 une école de garçons ayant 60 élèves et une école de filles en ayant 45 ; à cette même date l'industrie des toiles y était encore assez répandue ; on y voyait encore les ruines du château de Bonamour (disparues depuis, elles ont fini d'être rasées en 1946).

### LeXXesiècle

#### La Belle Époque

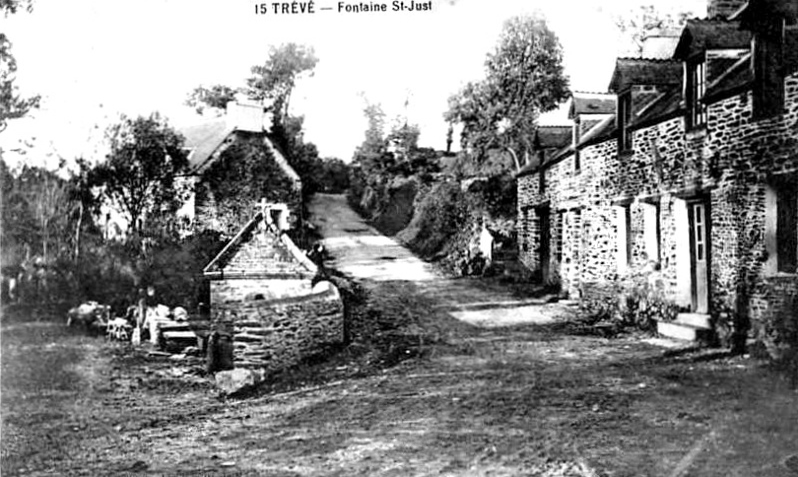
Trévé ː la fontaine Saint-Just au début du XXe siècle (carte postale).

Un groupe scolaire public comprenant une école de garçons et une de filles est construit en 1911, l'ancienne école étant transformée en mairie et bureau de poste.

#### La Première Guerre mondiale

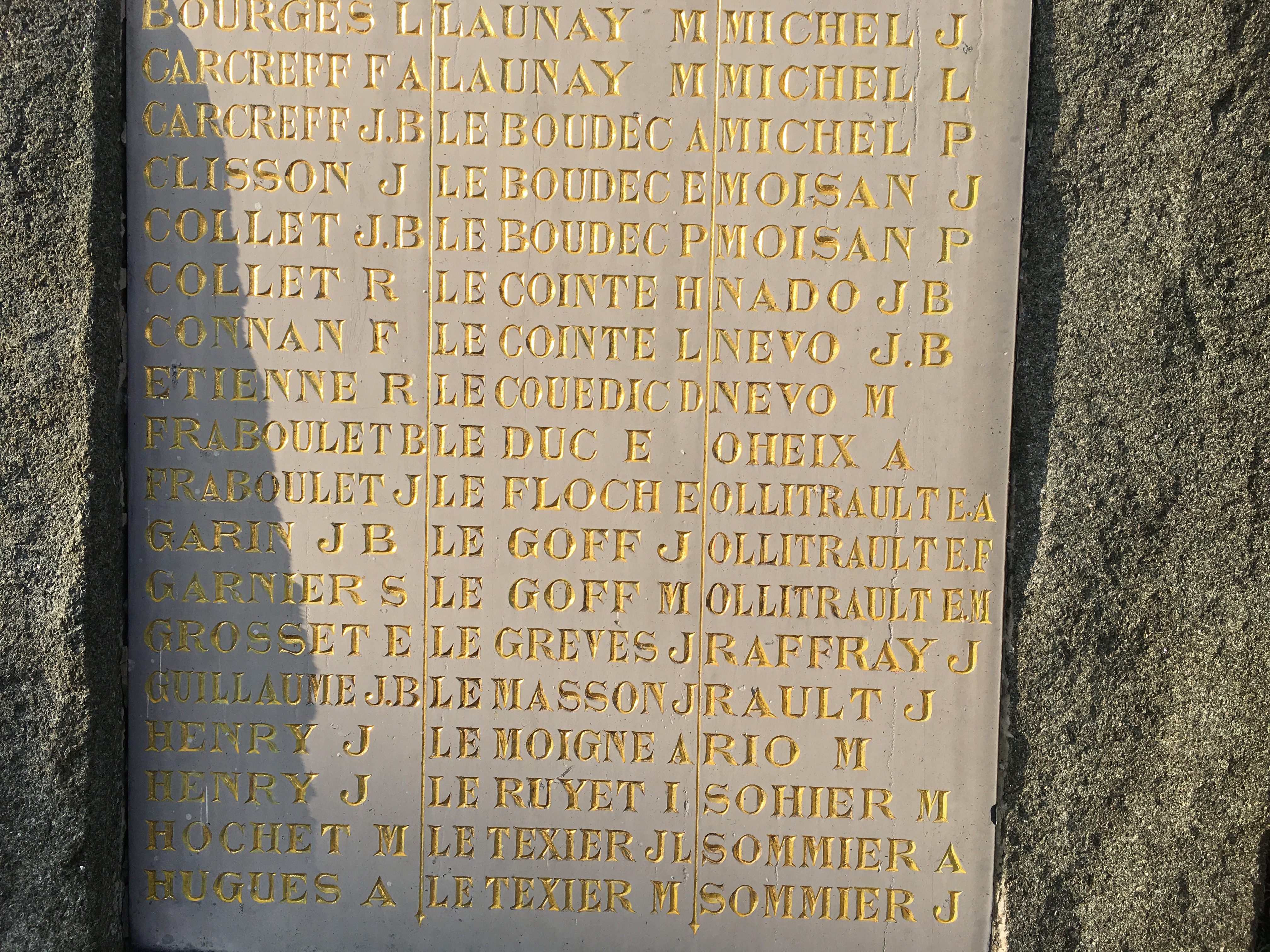
Extrait de la plaque du monument aux morts avec notamment le nom d'André Oheix.

Le monument aux morts de Trévé porte les noms de 84 soldats morts pour la France pendant la Première Guerre mondiale : parmi eux, 9 soldats sont morts en Belgique (Jules Audrain, Henri et Louis Lecointe ainsi que Désiré Le Couëdic dès le 22 août 1914, Élie Le Floch, Joseph Rault et Mathurin Sohier en novembre 1914, Jules Moisan a été tué à Boezinge le 22 avril 1915, Prosper Jeglot est mort de maladie en décembre 1918, donc après l'armistice) ; tous les autres sont morts sur le sol français dont Louis Allano, François Amicel et Pierre Le Toux, tous les trois décorés à la fois de la Médaille militaire et de la Croix de guerre.

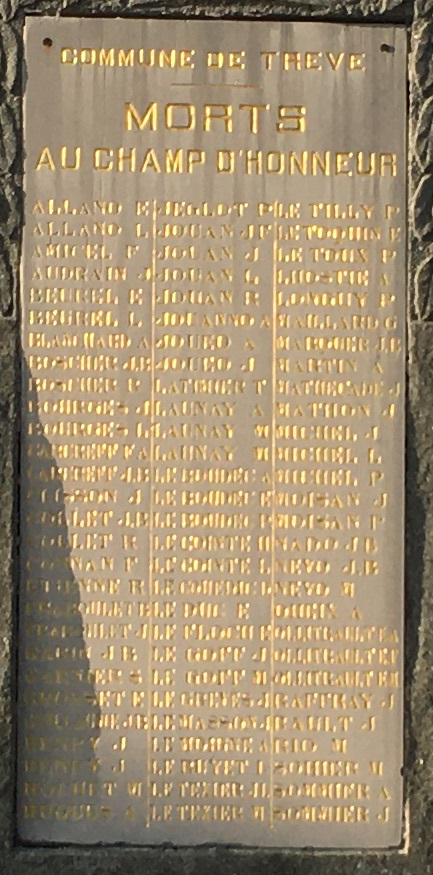
Plaque commémorative du monument aux morts portant les noms des morts pour la France de Trévé pendant la Première Guerre mondiale.

#### L'Entre-deux-guerres
Le monument aux morts, une grande stèle en granite sur un socle en pierre sur laquelle les noms des soldats sont gravés en lettres dorées, leur liste étant surmontée d'un casque de soldat et de fleurs, avec à côté une femme sculptée avec les mains jointes en signe de deuil, sculptée par Francis Renaud, est inauguré en 1922. Le premier bureau téléphonique est mis en service en 1923 et l'électrification du bourg commence en 1926.

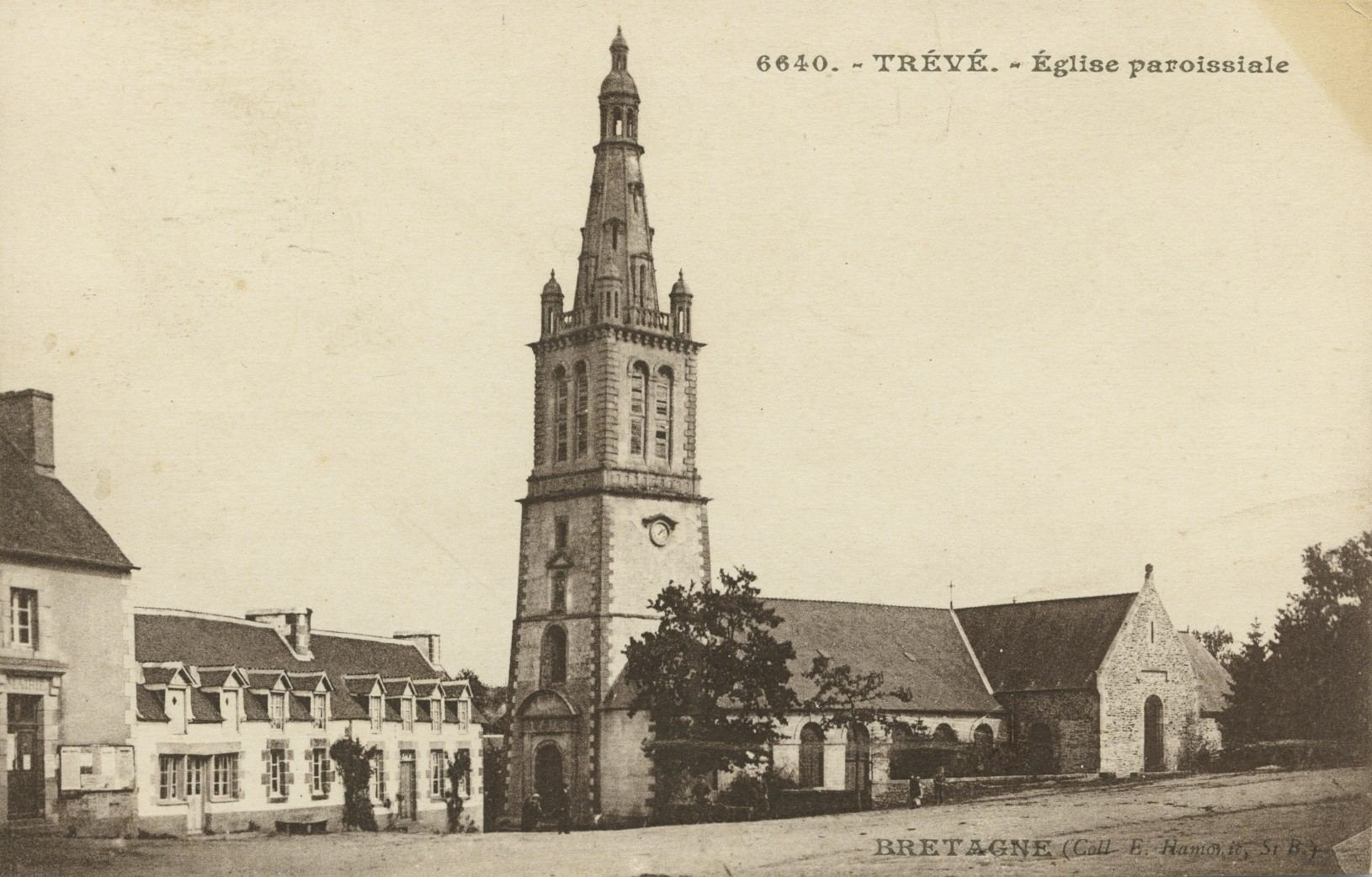
Trévé : l'église paroissiale vers 1920 (carte postale Émile Hamonic).
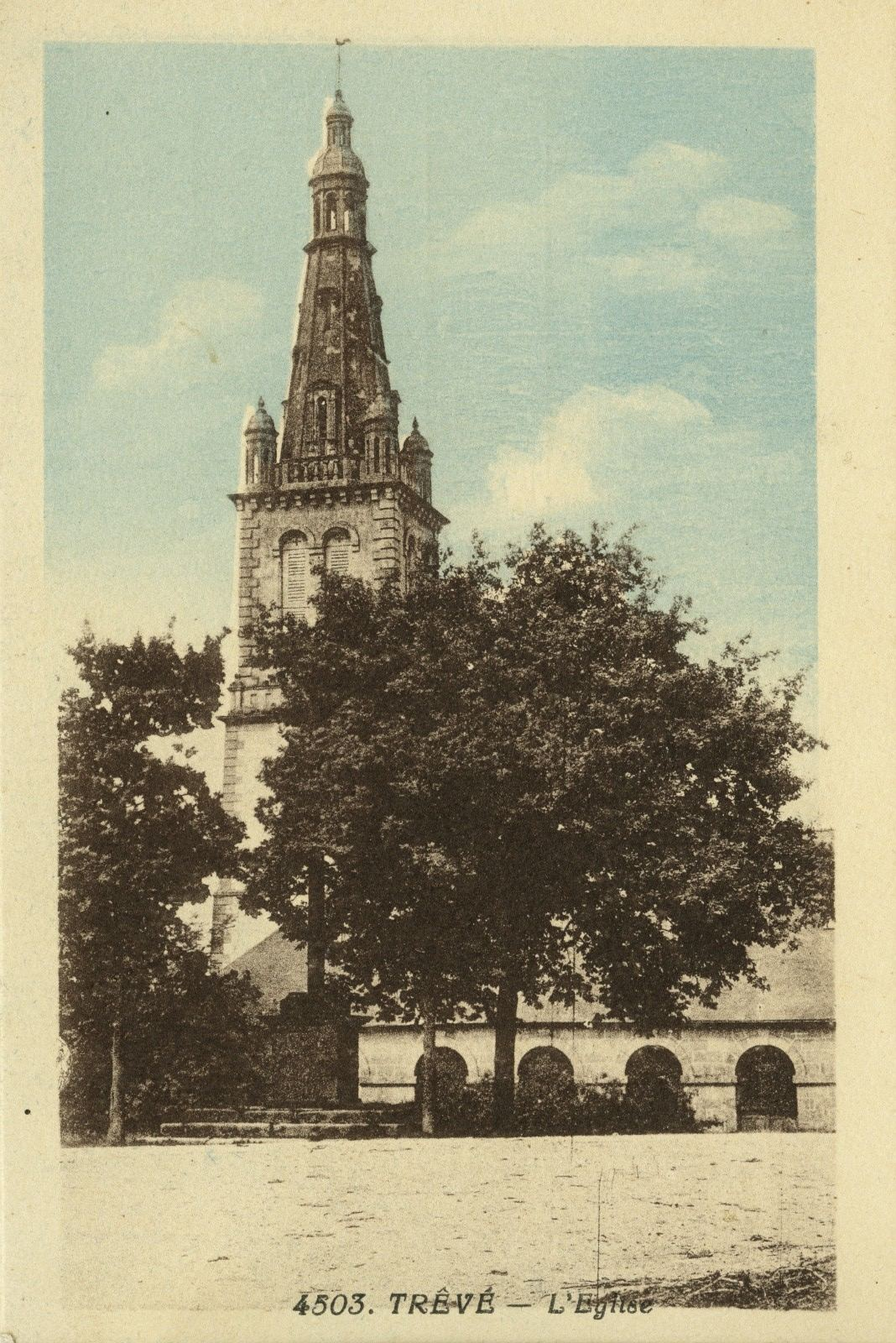
Trévé : le clocher de l'église paroissiale vers 1920 (carte postale).
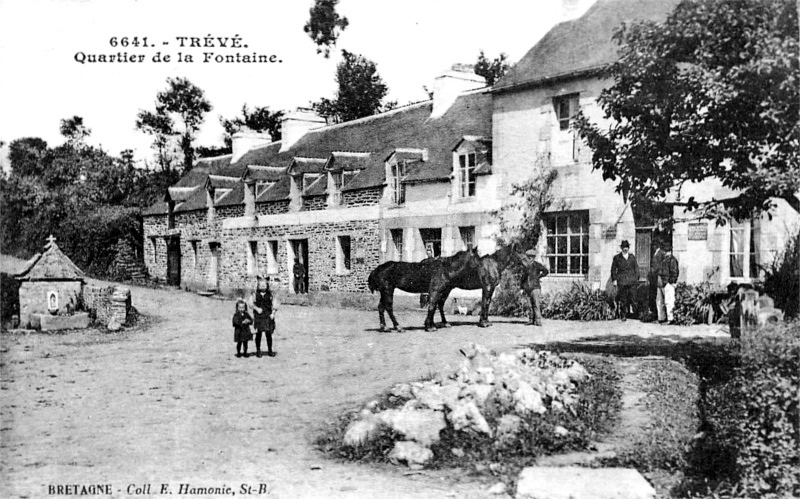
Trévé ː le quartier de la Fontaine vers 1920 (carte postale Émile Hamonic).
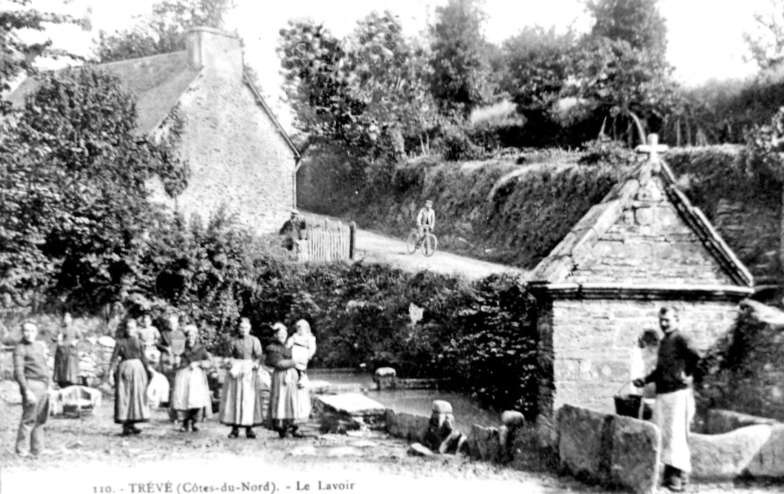
Trévé ː le lavoir près de la fontaine Saint-Just vers 1920 (carte postale).
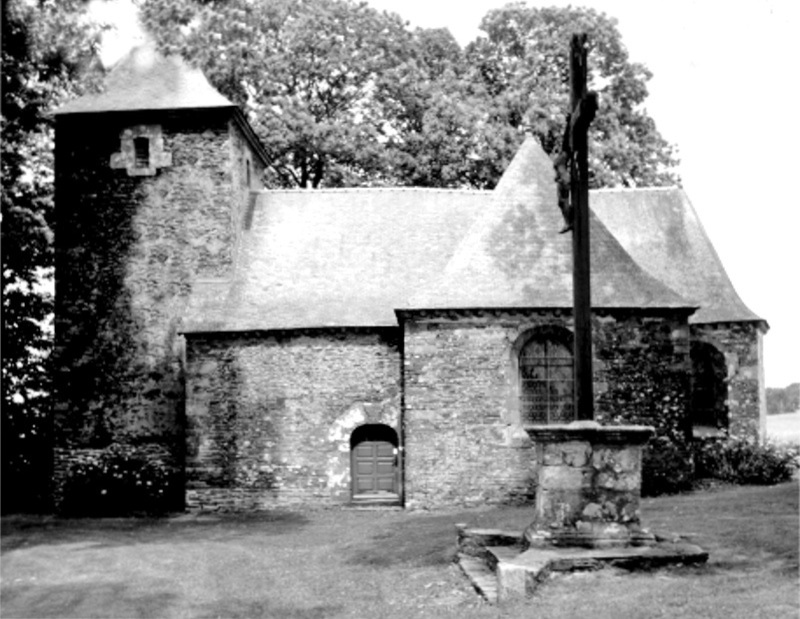
Trévé ː la chapelle Saint-Pierre d'Hémonstoir vers 1920 (carte postale).
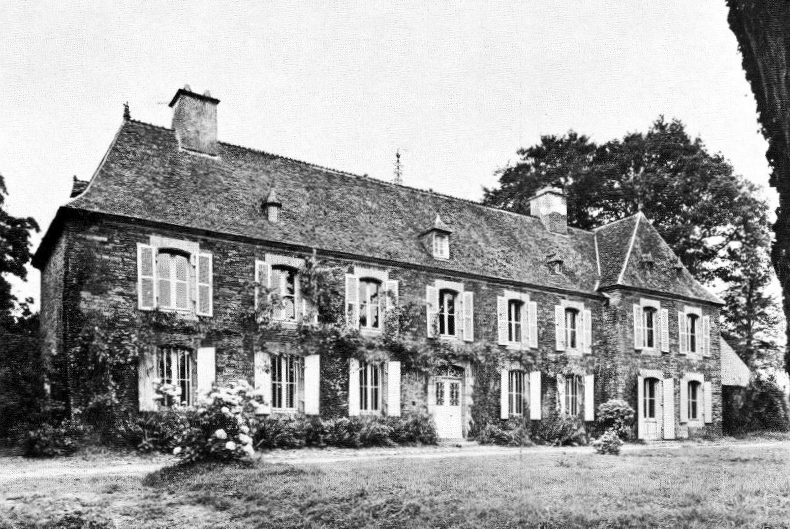
Trévé ː le manoir de la Ville-aux-Veneurs vers 1920 (carte postale).

#### La Seconde Guerre mondiale
Le monument aux morts de Trévé porte les noms de 11 personnes mortes pour la France durant la Seconde Guerre mondiale. Parmi les victimes Alphonse Le Floch, pionnier rattaché à une division d'infanterie, est mort dans les Ardennes pendant la bataille de France au printemps 1940 ; Lucien Cuny, commandant de la section F.T.P.F. de Trévé, abattu par les Allemands à Loudéac le 4 août 1944 ainsi que Gaston Bardinet et Marcel Jégard, deux résistants tués lors d'une attaque de résistants FFI contre une colonne de camions allemands passant par le bourg de Trévé le 5 août 1944 (un soldat américain, Arthur Grossman, est tué en même temps qu'eux) ; Louis Le Bouffo, lui aussi résistant, a été exécuté par les Allemands le 15 juin 1944 à Lournand (Saône-et-Loire) ; Ange Dervault est mort dans l'explosion survenue le 13 septembre 1939 sur le croiseur mouilleur de mines Pluton à Casablanca (Maroc); Victor Carmoy est une victime civile de la guerre, tué accidentellement par un soldat allemand.
Trois cents tirailleurs sénégalais, qui avaient combattu dans les rangs de l'armée française avant l'Armistice du 22 juin 1940, et faits prisonniers par les Allemands, qui avaient refusé, en raison d’arriérés de soldes impayés, d'embarquer à Morlaix sur le navire anglais Circassia pour être rapatriés, furent le 11 novembre 1944 emprisonnés à Trévé (dans un camp construit en 1939 pour accueillir des réfugiés et utilisé ensuite par l'armée allemande pendant l'Occupation) et gardés par des FFI venus du Trégor jusqu'au 18 janvier 1945. Une stèle commémorant leur mémoire a été enfin inaugurée le 11 novembre 2021 à Trévé à l'initiative d'Armelle Mabon, autrice d'un livre sur le sujet, et de la Ligue des droits de l'homme.

### L'après Seconde Guerre mondiale
L'école de hameau de Foeil Marreuc ouvre en 1952. L'électrification des parties rurales de la commune se déroule entre 1952 et 1955.
Un programme d'arasement de talus a lieu entre 1957 et 1960 afin de faciliter la mécanisation agricole et le réseau d'adduction d'eau est construit aux mêmes dates de même qu'un nouveau bâtiment regroupant mairie, poste et salle des fêtes, qui abrite aussi une cantine scolaire (transférée dans un autre bâtiment en 1980). Le remembrement agricole est organisé en 1969. Le goudronnage des chemins ruraux et des cours de ferme est effectué entre 1966 et 1976. L'étang est aménagé en 1972 et le terrain des sports en 1974.
Au début de la décennie 1960, le bourg commence à s'étendre en raison des emplois créés à proximité dans les industries agro-alimentaires loudéaciennes ; plusieurs lotissements sont construits successivement : Beauséjour en 1967, le Versant et la Butte Boisée en 1976, Kermelin ensuite en 1984.
Une salle des sports est construite en 1989 et la mairie rénovée et agrandir l'année suivante ; une salle polyvalente est construite peu après.
Après un ralentissement dans la décennie 1990, le rythme des constructions nouvelles reprend à partir de 1998 (14 lotissements nouveaux en 25 ans).

### LeXXIesiècle

#### La poursuite de l'essor
Le nombre des élèves scolarisés dans les écoles (publique [École primaire publique] et privée [École Sainte-Jeanne-d'Arc]) de la commune passe de 92 en 2000 à 216 en 2010. L'incendie de la mairie en 2011 a entraîné la construction d'une nouvelle mairie inaugurée en 2014.

#### La crise municipale de 2023
Des dissensions au sein de la municipalité, illustrées par la démission de 11 conseillers municipaux, entraîne la démission du maire élu en 2020, Gilles Adelis, et l'élection en 2023 d'une nouvelle équipe municipale et d'un nouveau maire, Gérard Mathécade.

## Politique et administration
| Période                                  | Période           | Identité                 | Étiquette | Qualité |
| ---------------------------------------- | ----------------- | ------------------------ | --------- | --- |
| 31 janvier 1790                          | ?                 | Pierre-Anne Moizan.      |           | Marchand de toile (premier maire) |
| 1800                                     | 1816              | Elouan François Le Roux  |           | |
| 1816                                     | 1830              | François-Marie Blanchard |           | Propriétaire. Sieur des Perrières. |
| 1830                                     | après 1846        | Ange-Marie Moizan        |           | Fils de Pierre-Anne Moizan, premier maire de la commune. |
| 1846                                     | 1859              |                          |           | Entre 1846 et 1859 la plupart des actes d'état-civil sont effectués par Yves Guilmoto, Jean-Marie Blanchard, Julien Le Roux, Jean Marie Hyacinthe Robichon ou Alexandre Le Helloco, adjoints au maire successifs. |
| 1859                                     | 1867              | Alexandre Le Helloco     |           | Marchand. Propriétaire. |
| 1867                                     | 1881              | Pacifique Collin         |           | Notaire. |
| 1881                                     | 1884              | Louis-Marie Perreux      |           | Propriétaire. Laboureur. |
| 1884                                     | 1908              | Mathurin Étienne         |           | Menuisier et laboureur. |
| 1908                                     | 13 décembre 1919  | Joseph Le Tilly          |           | Propriétaire. Laboureur. |
| 13 décembre 1919                         | 8 mai 1953        | Jean Sohier              |           | Cultivateur. Chevalier de la Légion d'honneur. |
| 8 mai 1953                               | 29 septembre 1961 | Émile Jégard             |           | Cultivateur à Le Clézieux. |
| 28 novembre 1961                         | 16 juin 1995      | Eugène Jégard.           |           | Cultivateur à Kergohi. Fils d'Émile Jégard, maire précédent. |
| juin 1995                                | 26 mai 2020       | Joseph Collet            | SE        | Agriculteur au Moulin de la Touche et enseignant. Décide en 2020 de ne pas se représenter. |
| 26 mai 2020                              | 20 mai 2023       | Gildas Adelis            | SE        | Responsable de filière |
| 20 mai 2023                              | En cours          | Gérard Mathécade         | SE        | Retraité |
| Les données manquantes sont à compléter. |                   |                          |           | |

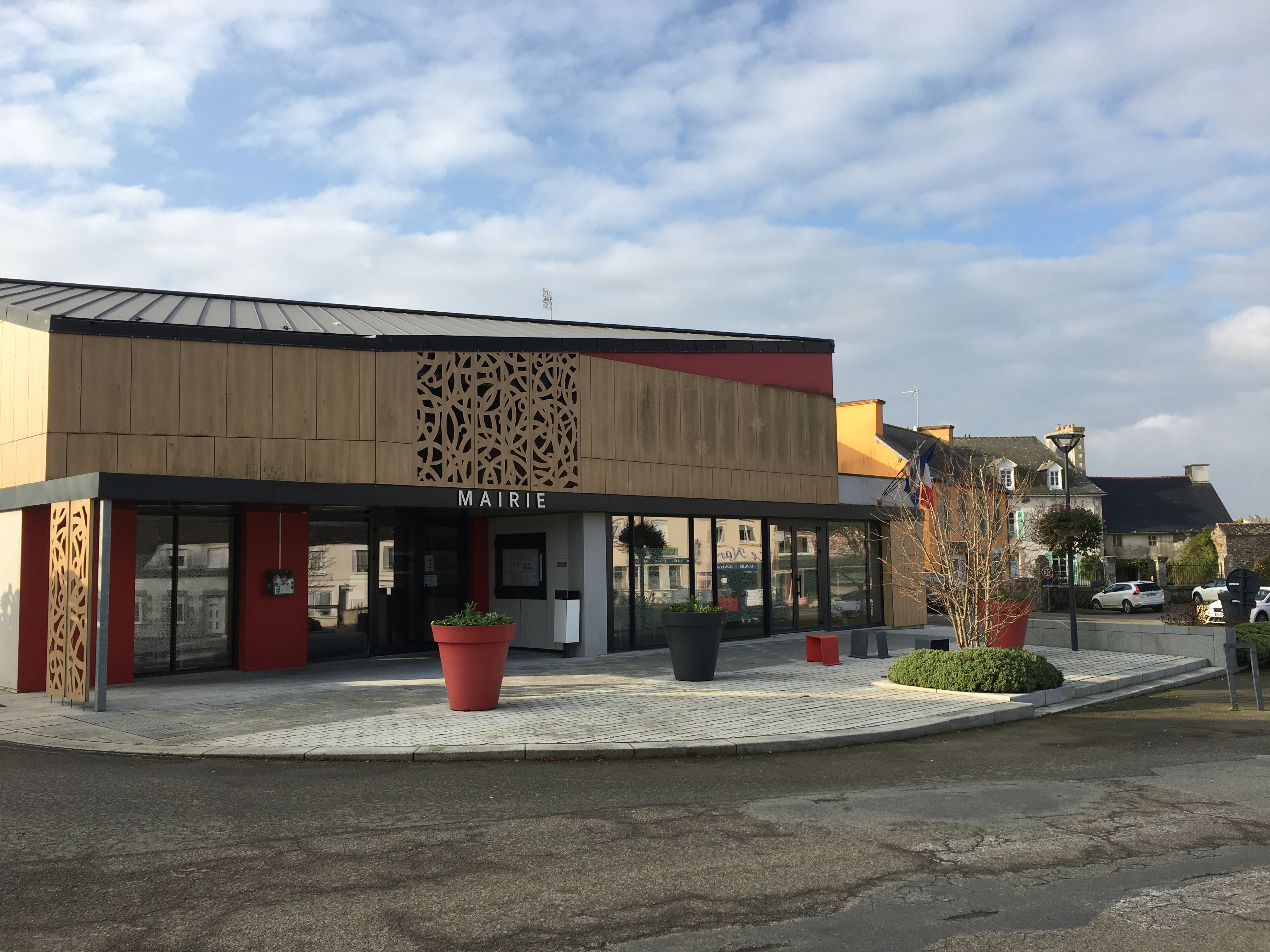
La mairie de Trévé.

Remarque : Trévé a eu seulement 4 maires en un siècle entre 1919 et 2020.

## Démographie
L'évolution du nombre d'habitants est connue à travers les recensements de la population effectués dans la commune depuis 1793. Pour les communes de moins de 10 000 habitants, une enquête de recensement portant sur toute la population est réalisée tous les cinq ans, les populations de référence des années intermédiaires étant quant à elles estimées par interpolation ou extrapolation. Pour la commune, le premier recensement exhaustif entrant dans le cadre du nouveau dispositif a été réalisé en 2006.

En 2022, la commune comptait 1 680 habitants, en évolution de +2,13 % par rapport à 2016 (Côtes-d'Armor : +1,78 %, France hors Mayotte : +2,11 %).
| 1793  | 1800  | 1806  | 1821  | 1831  | 1836  | 1841  | 1846  | 1851  |
| ----- | ----- | ----- | ----- | ----- | ----- | ----- | ----- | ----- |
| 3 154 | 3 935 | 2 287 | 2 818 | 3 041 | 2 902 | 2 722 | 2 716 | 2 553 |

| 1856  | 1861  | 1866  | 1872  | 1876  | 1881  | 1886  | 1891  | 1896  |
| ----- | ----- | ----- | ----- | ----- | ----- | ----- | ----- | ----- |
| 2 404 | 2 351 | 2 344 | 2 172 | 2 180 | 2 123 | 2 067 | 2 012 | 1 933 |

| 1901  | 1906  | 1911  | 1921  | 1926  | 1931  | 1936  | 1946  | 1954  |
| ----- | ----- | ----- | ----- | ----- | ----- | ----- | ----- | ----- |
| 1 836 | 1 753 | 1 660 | 1 521 | 1 512 | 1 444 | 1 408 | 1 394 | 1 305 |

| 1962  | 1968  | 1975  | 1982  | 1990  | 1999  | 2006  | 2011  | 2016  |
| ----- | ----- | ----- | ----- | ----- | ----- | ----- | ----- | ----- |
| 1 227 | 1 217 | 1 115 | 1 276 | 1 345 | 1 312 | 1 430 | 1 573 | 1 645 |

| 2021  | 2022  | - | - | - | - | - | - | - |
| ----- | ----- | - | - | - | - | - | - | - |
| 1 684 | 1 680 | - | - | - | - | - | - | - |

## Lieux et monuments
- Église paroissiale Saint-Just, dédiée à saint Just[Note 21] : en forme de croix latine et à trois vaisseaux, elle date de 1709 pour le chœur, les pignons du transept et la nef sont de la fin du XVIIIe siècle et l'agrandissement de la sacristie, le rehaussement des murs datent du XIXe siècle ; l'église possède des statues de saint Just et de saint Antoine datant du XVIIe siècle, un lutrin datant du XVIIIe siècle et des stalles sculptées par les frères Étienne (sculpteurs locaux) vers 1860. Le clocher actuel en pierres date de 1866 et a remplacé le clocher en ardoises antérieur[57]. Une crypte d'époque médiévale a été trouvée sous le chœur lors de travaux en 1972 (mais malheureusement comblée après les travaux). Une croix monumentale se trouve sur son placître[58].

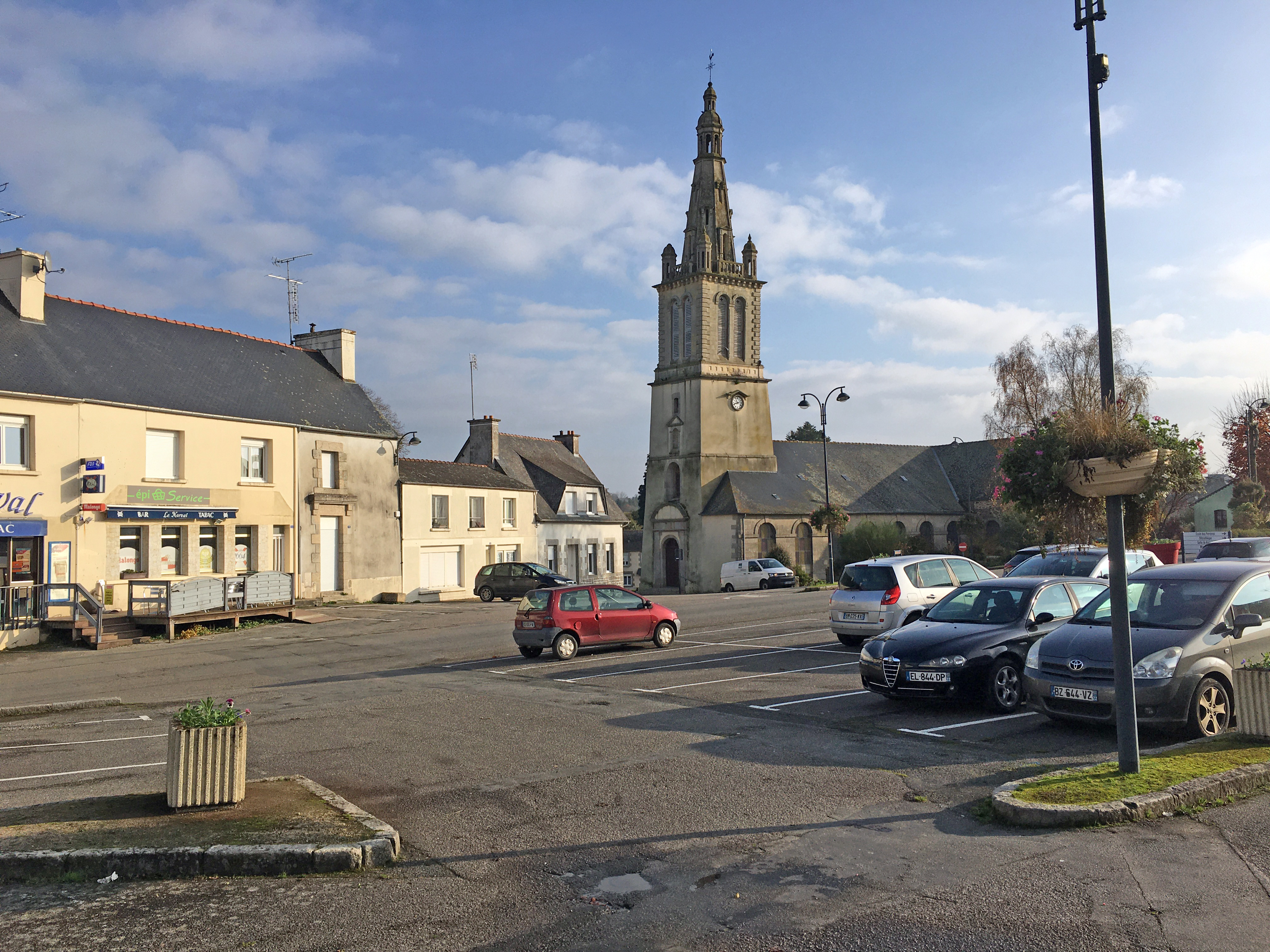
Église paroissiale Saint-Just et la place de l'Église.
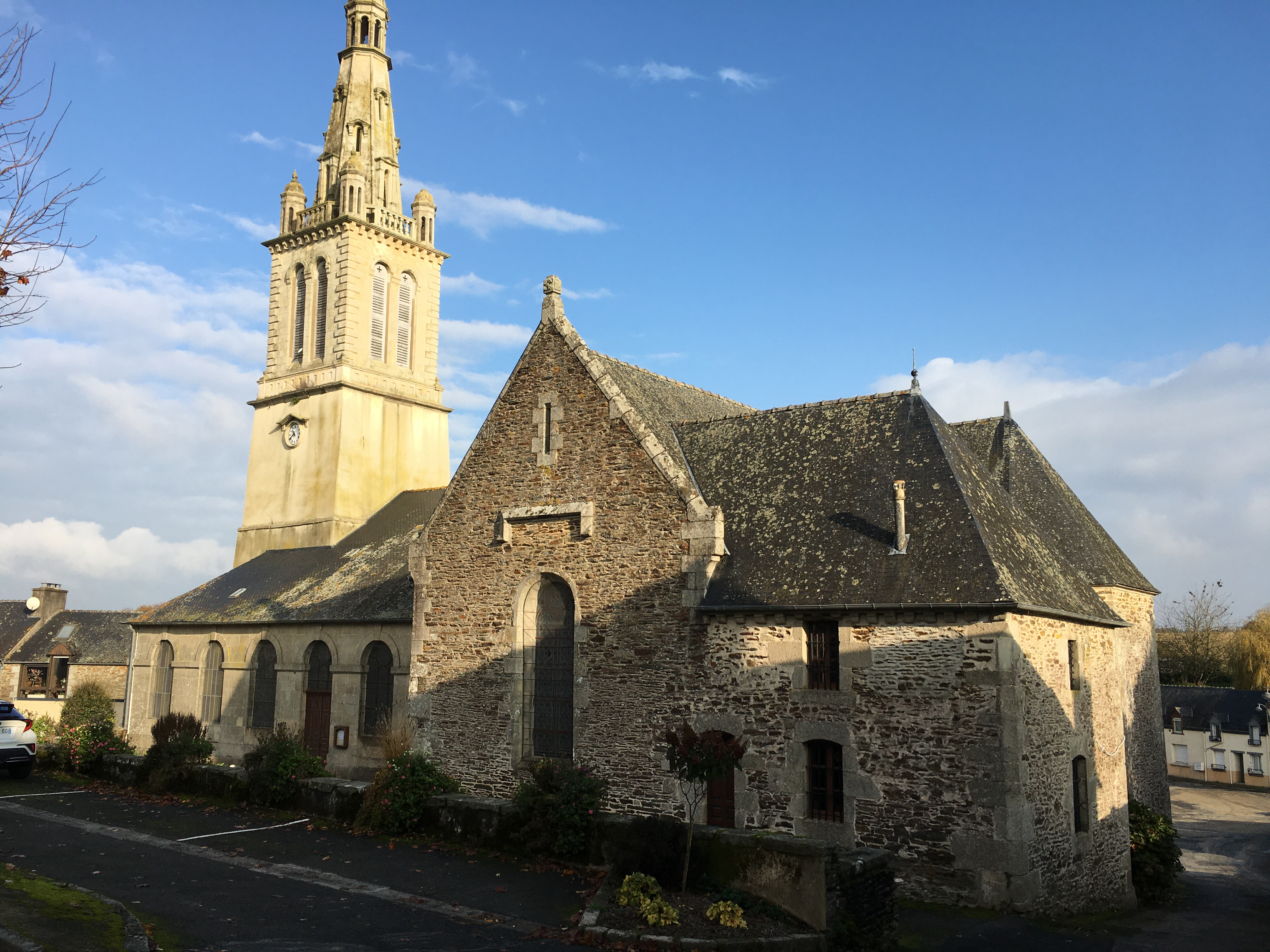
Église Saint-Just : vue extérieure d'ensemble.
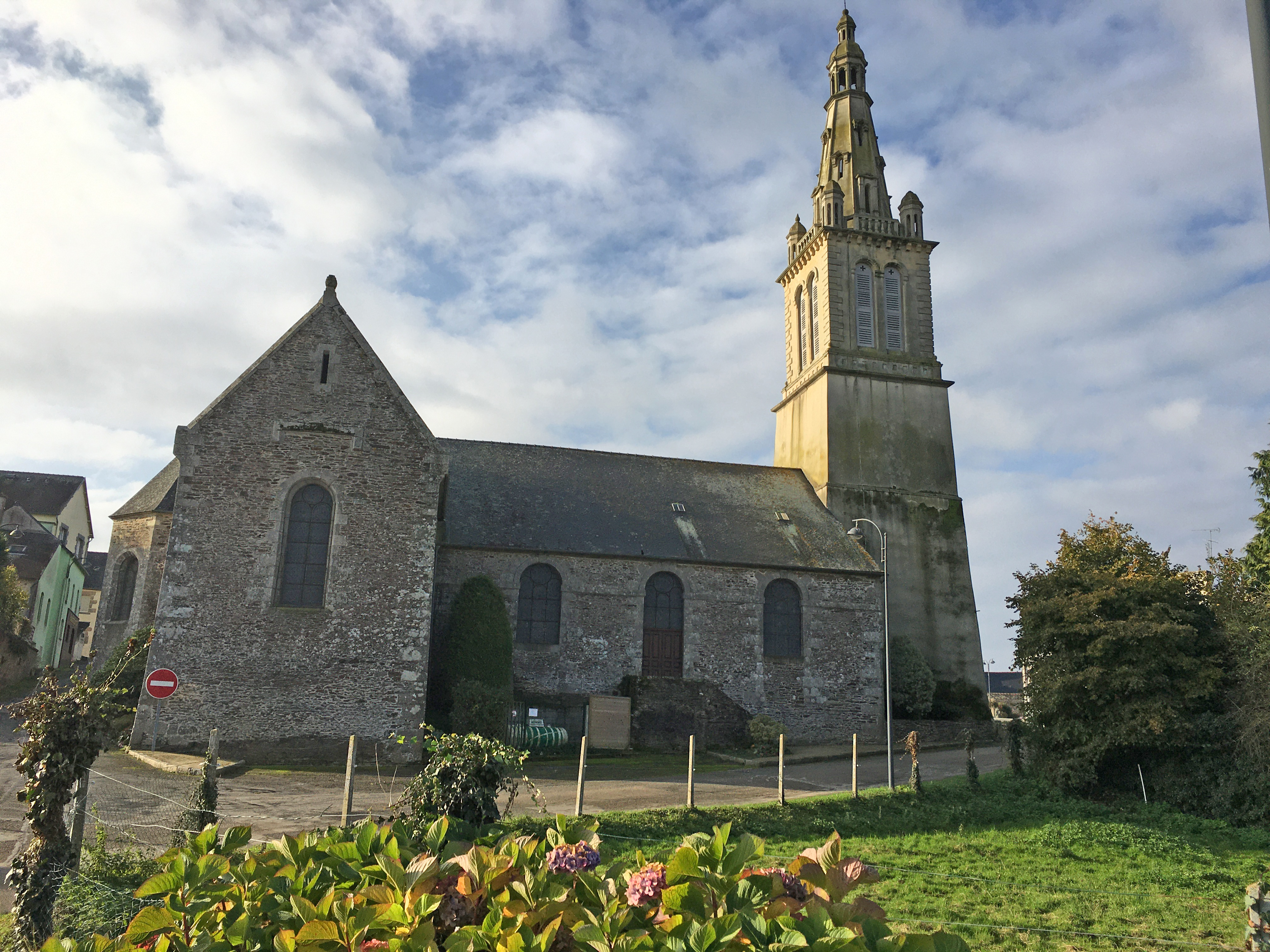
Église Saint-Just vue depuis la fontaine et le lavoir du même nom.
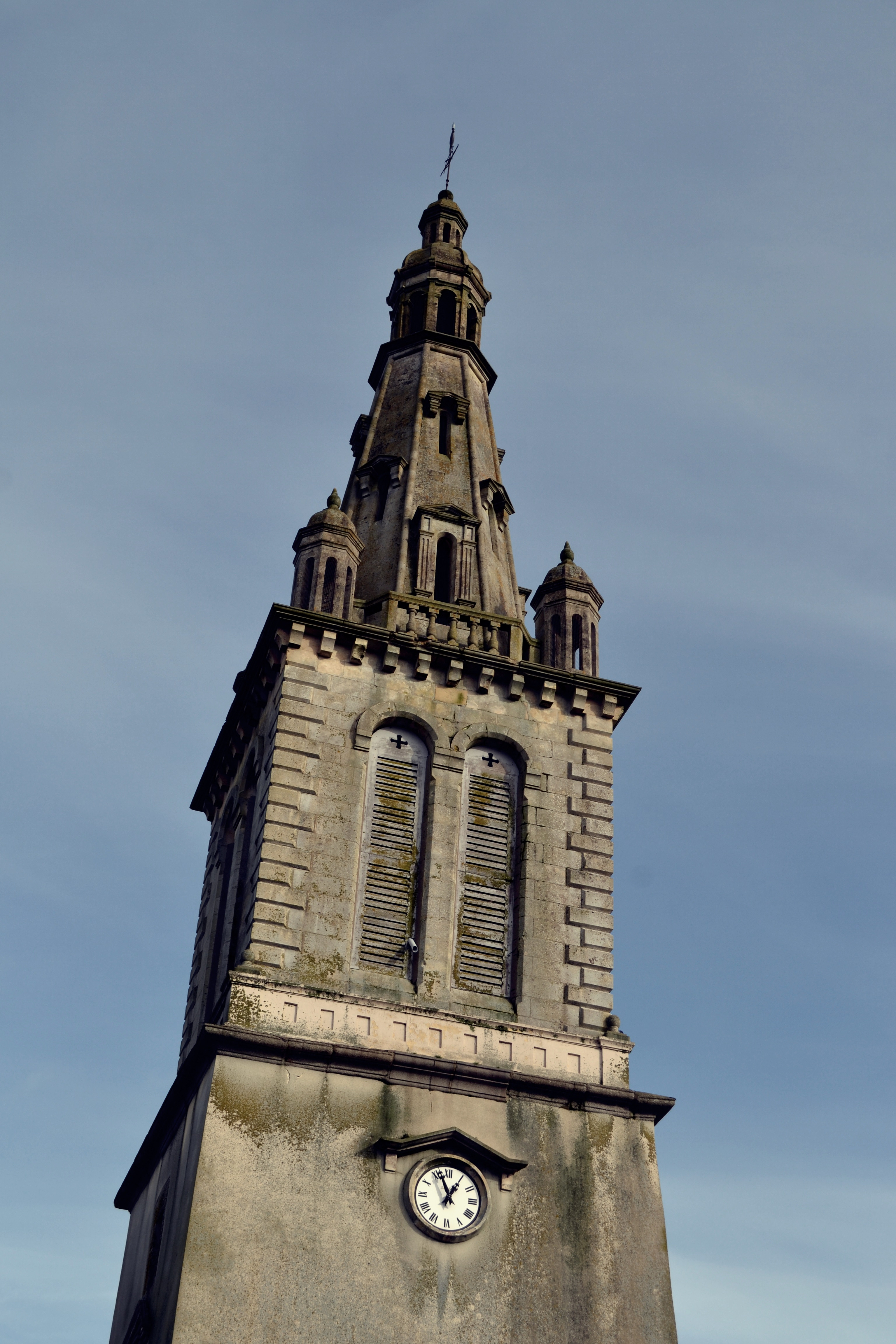
Église Saint-Just : le clocher.
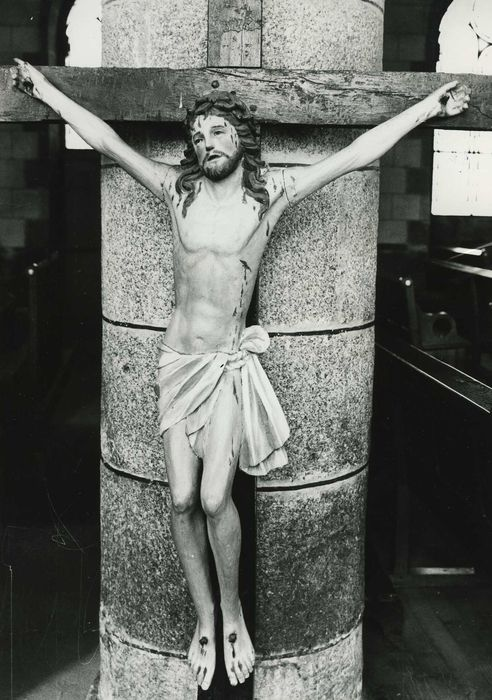
Église Saint-Just : Christ en croix.

- Chapelle Saint-Pierre d'Hémonstoir (le nom Hémonstoir, déformation de "Moustoir", est lié à un monastère qui aurait été fondé par saint Caradec au Ve siècle[59]) ; la chapelle actuelle date de 1752[60]. Elle possède un tableau datant de 1711 et représentant "Jésus marchant sur les eaux", peint par Le Corre, dit "Dupont de Pontivy", retrouvé en 1991 masqué par une autre toile et restauré en 1992. Son retable, qui date du XVIIIe siècle serait celui qui était dans l'église paroissiale avant 1860[27].
- Manoir de la Ville-Aux-Veneurs[61].

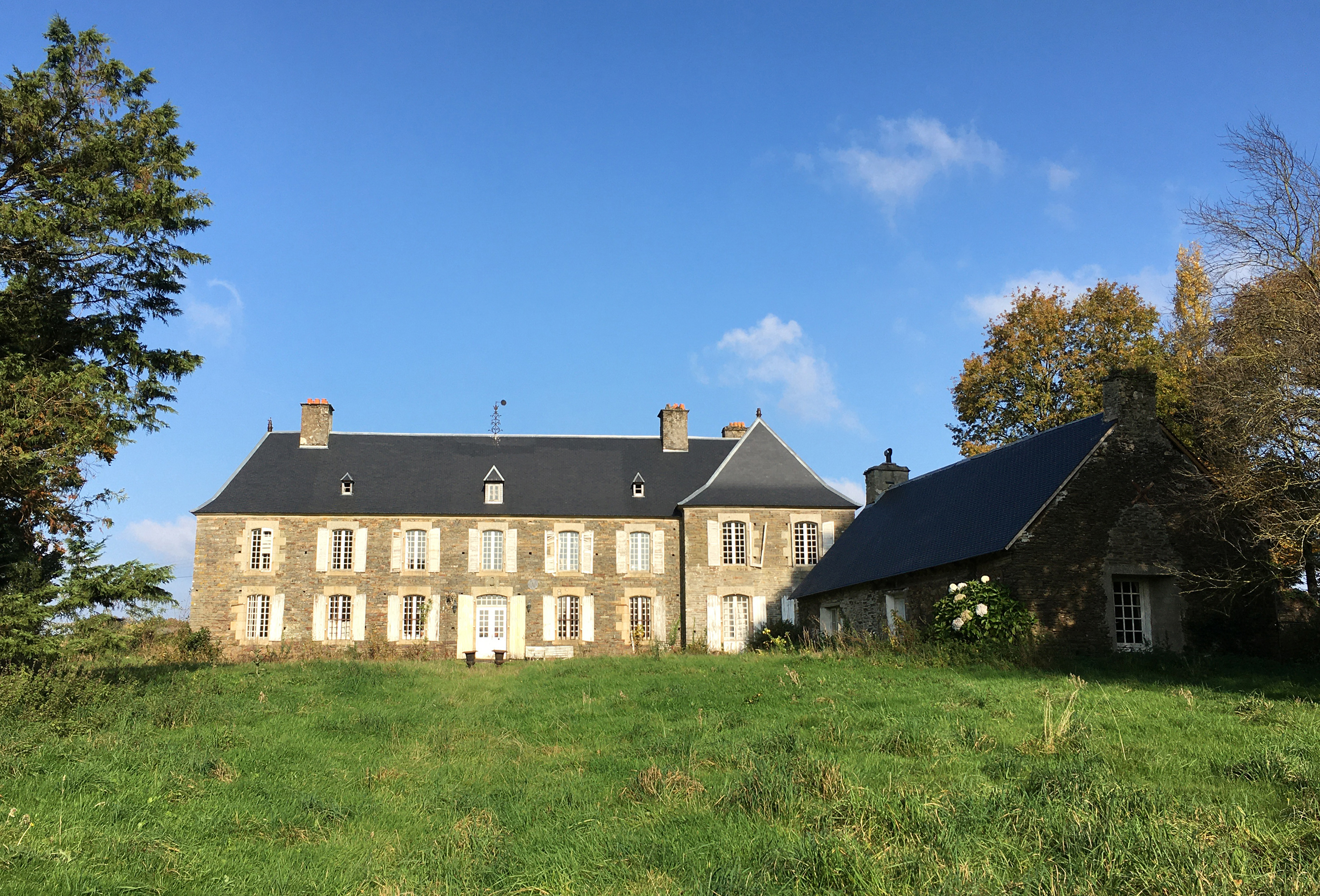
Le manoir de la Ville-aux-Veneurs : vue extérieure d'ensemble.
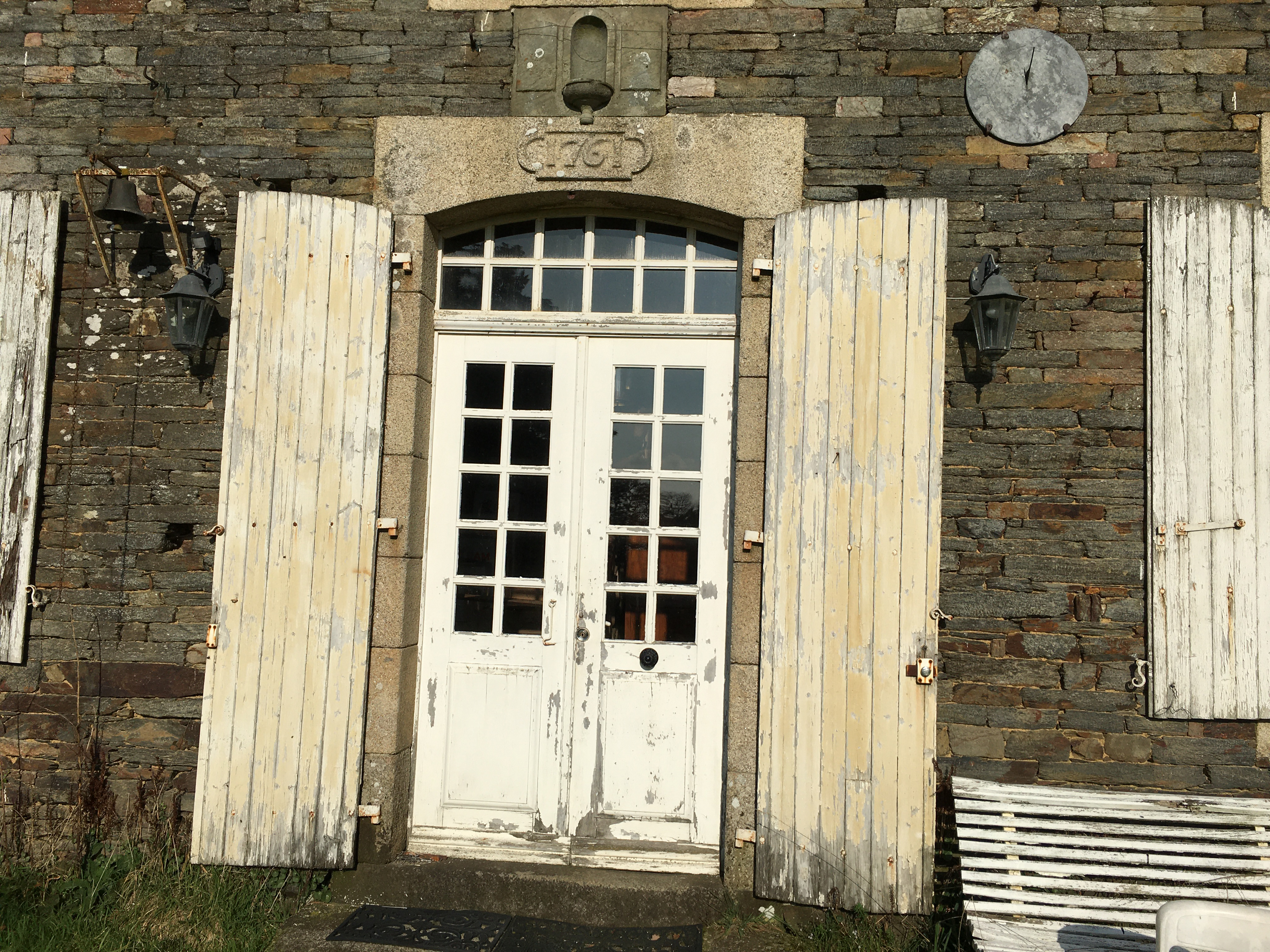
Le manoir de la Ville-aux-Veneurs : porte d'entrée de la façade sud avec inscrit dans la pierre "1761".

- Manoir de la Touche : il date du XVIIe siècle[62].
- Le manoir de Bonamour, construit au XIXe siècle en remplacement de l'ancien château.
- La fontaine (cette fontaine de dévotion date du XVIIe siècle) et le lavoir Saint-Just.

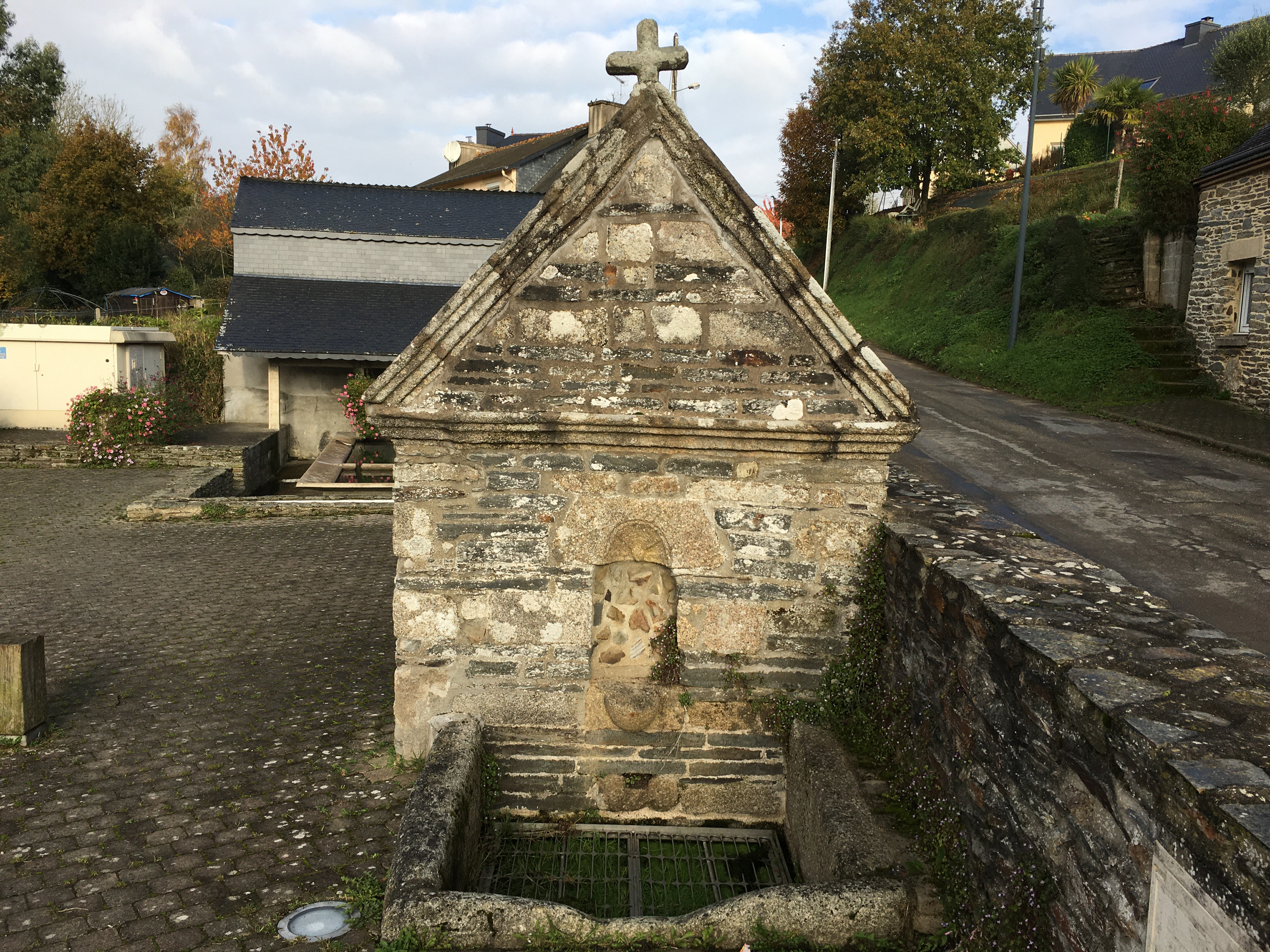
La fontaine Saint-Just.
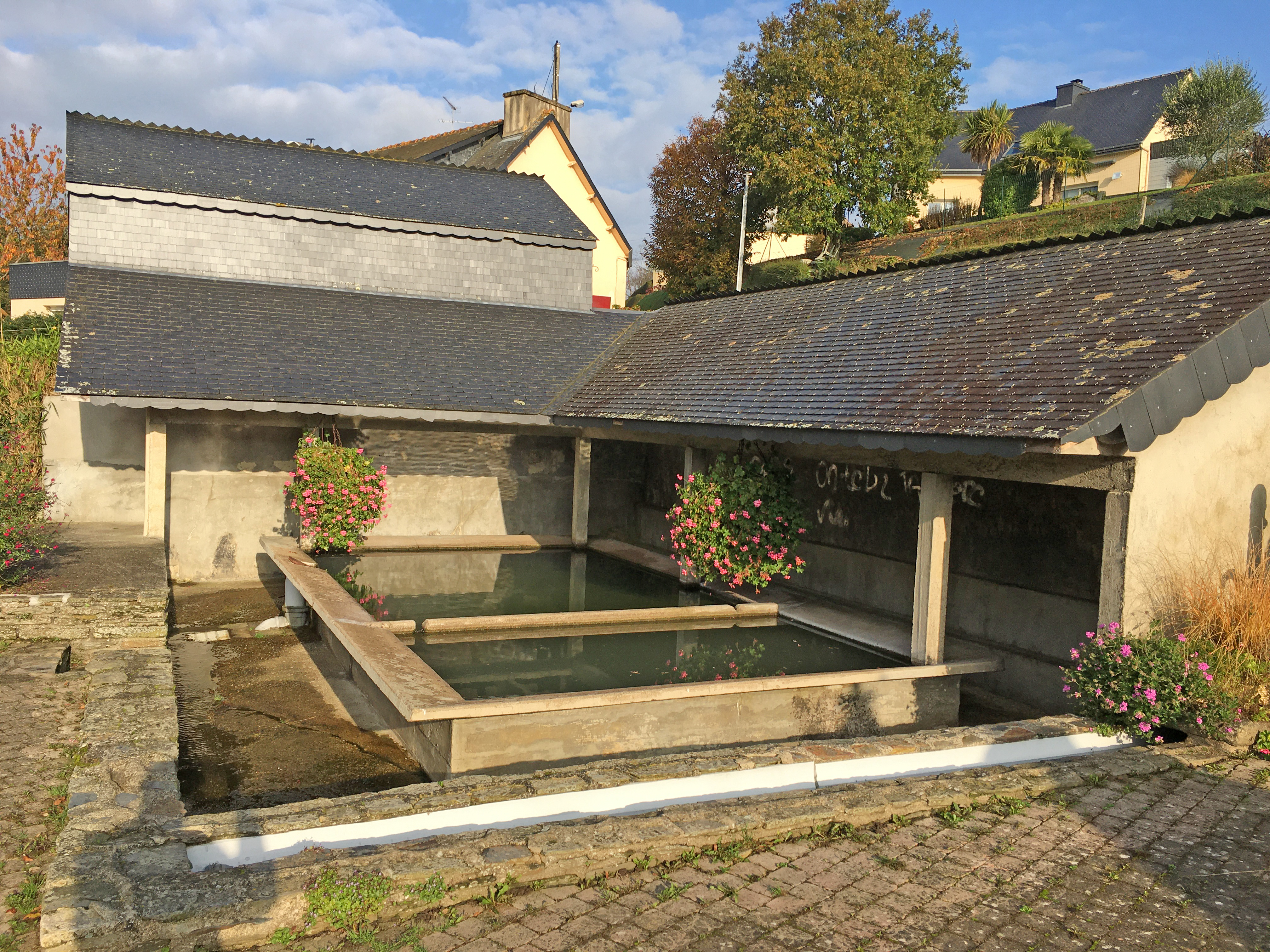
Le lavoir Saint-Just.
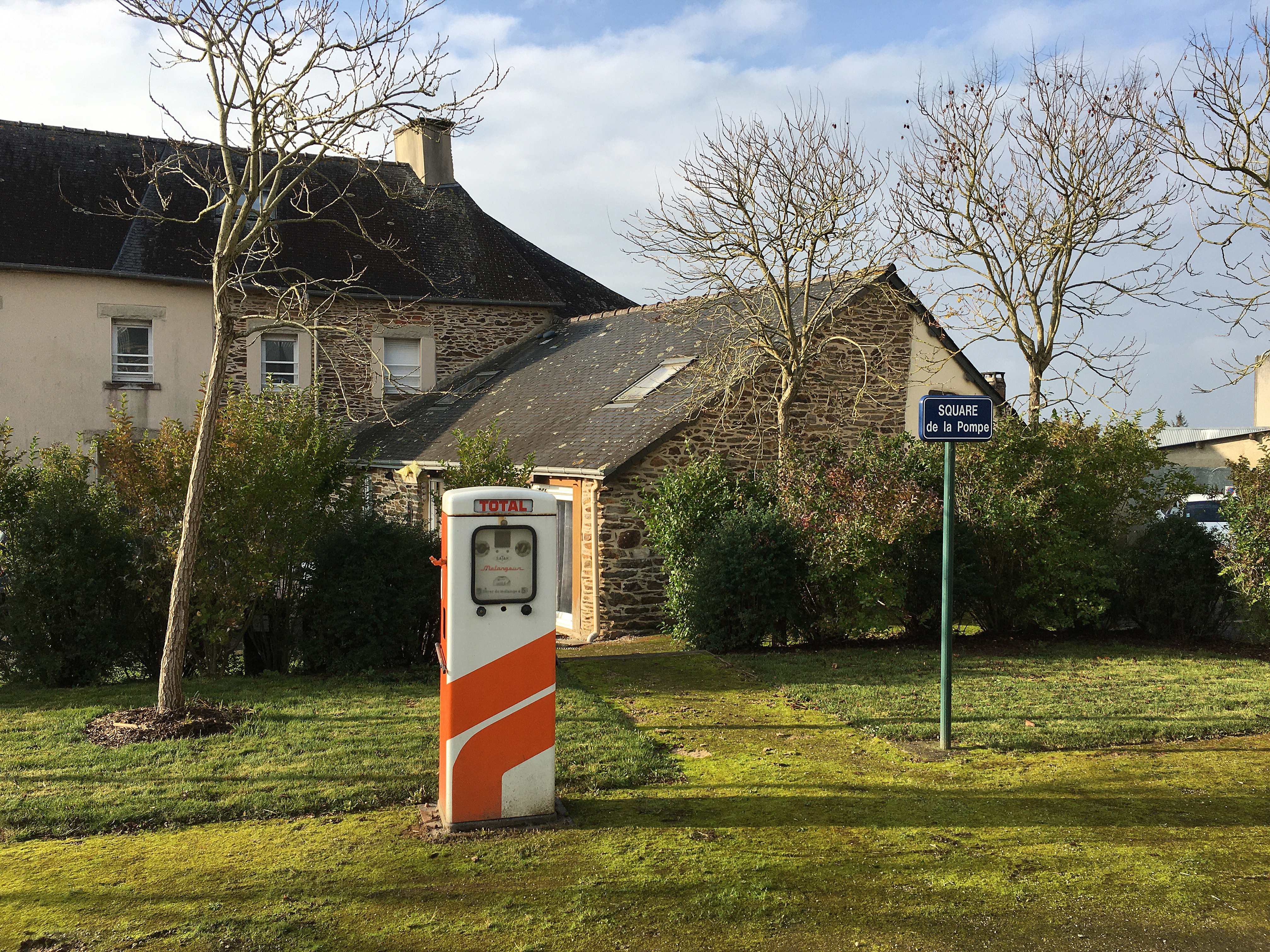
Le square de la Pompe en 2021.

## Personnalités liées à la commune
- André Oheix (1882-1915), historien, tué dans la Marne, et inhumé dans le cimetière du bourg. Il a habité toute sa vie le manoir de la Ville-aux-Veneurs construit en 1761 par André Sébastien Moizan, un ancêtre par sa grand-mère paternelle Jeanne-Marie, née Moizan[31].